# Annapolis Valley
Pour les articles homonymes, voir Annapolis (homonymie).
Annapolis Valley fut une circonscription électorale fédérale de Nouvelle-Écosse. La circonscription fut représentée de 1968 à 1979.
La circonscription a été créée en 1966 à partir de Colchester—Hants et de Digby—Annapolis—Kings. Abolie en 1976, la circonscription fut redistribuée parmi Annapolis Valley—Hants et South West Nova.

## Géographie
En 1966, la circonscription d'Annapolis Valley comprenait:
- Le comté de Kings
- La municipalité de West Hants dans le comté de Hants
- Une partie du comté d'Annapolis

## Députés
1. 1968-1979 — Pat Nowlan, PC

- PC = Parti progressiste-conservateur